# Косовский, Василий Сергеевич
Василий Сергеевич Косовский (укр. Василь Сергійович Косовський; 16 января 2001, Хухра — 16 марта 2023, Серебрянка) — украинский военнослужащий, старший солдат, участник российско-украинской войны. Герой Украины (2024, посмертно).

## Биография
Родился в селе Хухра Ахтырского района Сумской области в многодетной семье с десятью детьми. Окончил Ахтырский профессиональный лицей по специальности тракторист-машинист. Проживал в городе Тростянец Сумской области.
С июля 2022 года проходил службу в 58-й отдельной мотопехотной бригаде «Полтава» в должности старшего стрелка. После обучения в Великобритании участвовал в обороне Запорожской, Харьковской, Луганской и Донецкой областей.
Погиб 16 марта 2023 года от снайперской пули во время выполнения боевого задания возле села Серебрянка Бахмутского района Донецкой области в возрасте 22 лет. Похоронен в родном селе Хухра.

## Награды
- Звание «Герой Украины» с удостоением ордена «Золотая Звезда» (6 мая 2024, посмертно) — за личное мужество и героизм, проявленные в защите государственного суверенитета и территориальной целостности Украины, верность военной присяге[2].

## Память
Одна из улиц в Тростянце была названа в его честь.